# Pantalla tàctil doble
Una pantalla tàctil dual és una configuració de visualització d'ordinador o telèfon que utilitza dues pantalles, una o les dues poden ser tàctils, per mostrar els dos elements de la interfície gràfica d'usuari de l'ordinador i les implementacions virtualitzades de dispositius d'entrada comuns, inclosos els teclats virtuals.

## Característiques
Normalment, en un ordinador o dispositiu informàtic amb pantalla tàctil dual, els elements i les funcions de la GUI més persistents es mostren en una pantalla tàctil accessible a mà (que canvia amb l'aplicació de programari en ús) al costat del teclat virtual, mentre que l'altra, més centrada en l'òptica. La pantalla s'utilitza per a aquells elements de la interfície d'usuari als quals els comportaments generats per l'usuari no tenen accés mai o no tenen accés.
Aquest enfocament és similar al de la construcció de la consola de jocs portàtil Nintendo DS, en què les accions generades per l'usuari s'inicien a la pantalla tàctil resistiva inferior mentre que les pantalles gràfiques resultants s'executen a la pantalla superior. Es va adoptar el mateix enfocament a la seva unitat successora, la Nintendo 3DS i es va crear un concepte similar per a l'onzena consola domèstica de Nintendo, la Wii U, amb la pantalla tàctil resistiva del seu controlador utilitzada de la mateixa manera que la part inferior de la DS/3DS, i la pantalla secundària connectada a la consola.

## Ús en productes

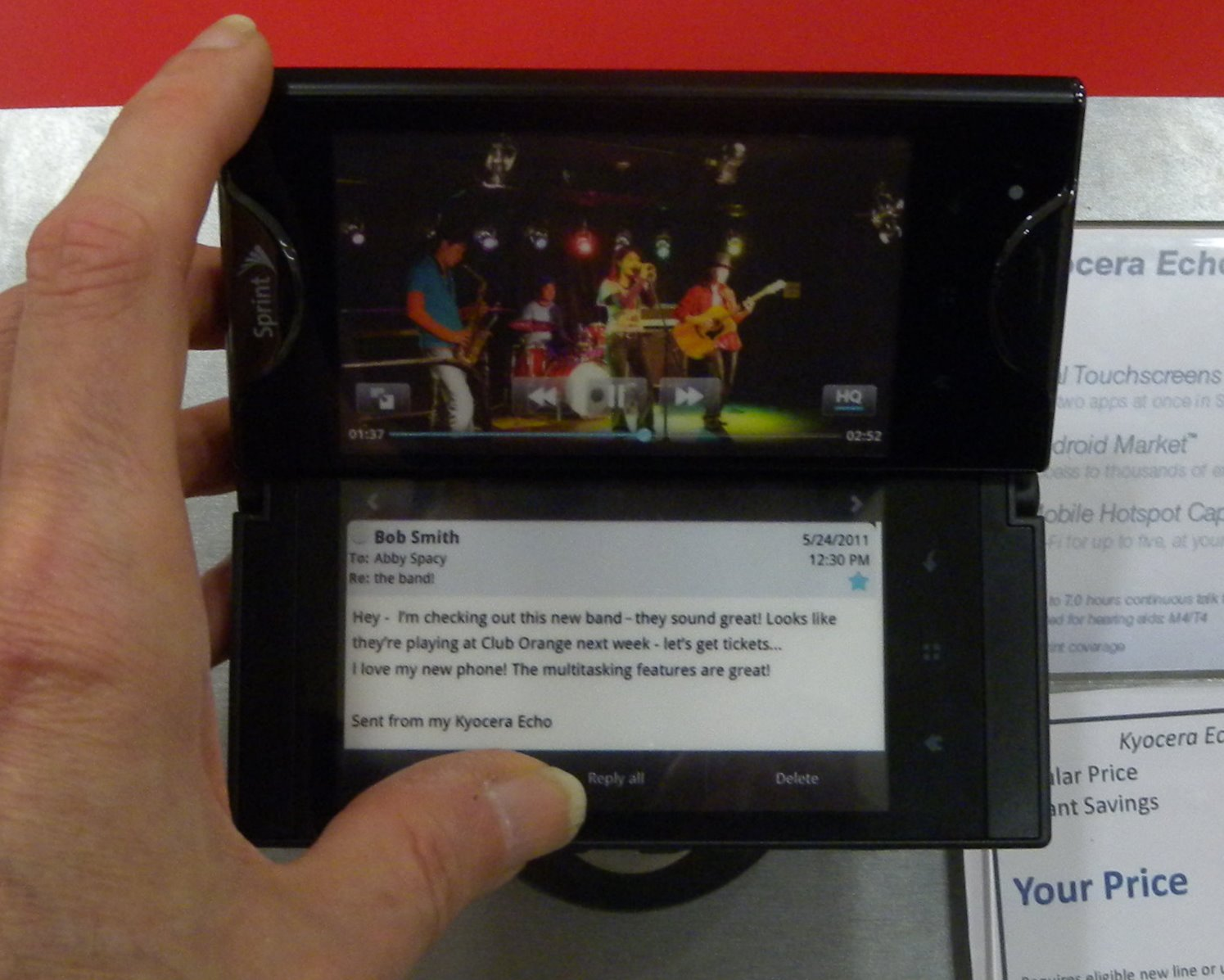
Kyocera Echo

Hi hagut moltes implementacions diferents del concepte de Pantalla tàctil doble, els més importants per ordre cronològic:
- El 2004, l'empresa de disseny italiana V12 Design va dissenyar un prototip d'ordinador portàtil amb pantalla tàctil doble conegut com Canova.[1]
- El 2007, l'empresa Estari, amb seu a Pennsilvània, va llançar el seu ordinador portàtil 2-VU, inicialment per a l'exèrcit dels Estats Units abans d'un llançament públic.[2]
- El 2008, es va anunciar que l'OLPC XO-2 utilitzava una configuració de pantalla tàctil dual.[3][4]
- El maig de 2009, l'Asus Flipbook[5] es va demostrar per primera vegada al CeBIT com un ordinador portàtil de doble pantalla tàctil amb la capacitat de mostrar opcionalment elements de la interfície d'usuari en ambdues pantalles tant horitzontalment com verticalment; el disseny conceptual va ser rebatejat com a Asus "Eee Reader", rebrandat com a lector de llibres electrònics, i es va llançar al quart trimestre de 2009.[6] El dispositiu va ser finalment rebatejat com a "Eee Book" i es va programar per a un llançament al juny de 2010 a Computex a Taipei.
- El gener de 2010, Micro-Star International (MSI) va mostrar un prototip de netbook amb pantalla tàctil dual al Consumer Electronics Show (CES).
- El març de 2010 es va llançar EnTourage eDGe, també dirigit més com a lector electrònic que com a ordinador. Una de les dues pantalles tàctils és monocroma E Ink, l'altra és una pantalla de cristall líquid (LCD) en color.
- El juny de 2010, Toshiba va llançar el portàtil Libretto W100 amb pantalla tàctil dual amb Windows 7.[7]
- El gener de 2011, NEC va anunciar el LT-W Cloud Communicator, una pissarra amb pantalles tàctils dobles que es desplega com un llibre i funciona amb Android 2.1.[8]
- El març de 2011, Acer va llançar el portàtil tàctil de pantalla dual Iconia 6120 amb Windows 7.[9]
- L'abril de 2011, Kyocera International va llançar el telèfon intel·ligent Kyocera Echo amb Android 2.2 Froyo.[10]
- També a l'abril de 2011, Sony va anunciar el nom en codi S2, des de llavors rebatejat com a Sony Tablet P, amb Android 3.1 Honeycomb, i el seu llançament estava previst a la tardor de 2011.[11]
- L'abril de 2013, NEC va llançar el telèfon intel·ligent Medias W N-05E amb Android 4.1 Jelly Bean.[12]
- L'octubre de 2017, ZTE va anunciar el telèfon intel·ligent ZTE Axon M amb Android 7.1 Nougat.
- El 2018, Lenovo va llançar el Yoga Book C930, amb una pantalla IPS i una pantalla E Ink.
- El febrer de 2019, LG va anunciar una segona pantalla opcional per al LG V50.[13]
- El març de 2019, Samsung Electronics va anunciar un telèfon intel·ligent plegable amb pantalla tàctil doble: el Samsung Galaxy Fold.
- L'octubre de 2019, Microsoft va anunciar dos dispositius de pantalla dual: el Surface Duo i el Surface Neo. El Surface Duo es va llançar el 10 de setembre de 2020.

- L'octubre de 2020, LG va llançar el LG Wing amb Android 10.
- El setembre de 2021, Microsoft va llançar el Surface Duo 2 amb Android 11.
- El gener de 2023, Lenovo va anunciar el portàtil de pantalla tàctil dual Yoga Book